# Сесар, Хосе Анхель
Хосе Анхель Сесар Дельгадо (исп. José Ángel César Delgado; род. 4 января 1978, La Lisa) — кубинский легкоатлет, специалист по бегу на короткие дистанции. Выступал за сборную Кубы по лёгкой атлетике в конце 1990-х — середине 2000-х годов, обладатель бронзовой медали летних Олимпийских игр в Сиднее, бронзовый призёр Панамериканских игр, победитель ALBA Games.

## Биография
Хосе Анхель Сесар родился 4 января 1978 года в муниципалитете Ла-Лиса, Гавана, Куба.
Впервые заявил о себе в лёгкой атлетике на международном уровне в сезоне 1997 года, когда вошёл в состав кубинской сборной и выступил на домашнем юниорском панамериканском первенстве в Гаване, где выиграл серебряную медаль в зачёте эстафеты 4×100 метров.
В 2000 году в эстафете 4×100 метров стал серебряным призёром на иберо-американском чемпионате в Рио-де-Жанейро, в беге на 100 метров взял бронзу на чемпионате Кубы в Гаване. Благодаря череде успешных выступлений удостоился права защищать честь страны на летних Олимпийских играх в Сиднее — в программе эстафеты 4×100 метров вместе с соотечественниками Фредди Майолой, Иваном Гарсией и Луисом Альберто Пересом-Риондой завоевал бронзовую олимпийскую медаль, пропустив вперёд только команды США и Бразилии.
В 2001 году на международном старте в испанском Алькала-де-Энаресе установил свой личный рекорд в беге на 100 метров — 10,30. Будучи студентом, представлял Кубу на Всемирной Универсиаде в Пекине, где в финале эстафеты 4×100 метров кубинцы сошли с дистанции. Также в этом сезоне бежал эстафету 4×100 метров на Играх доброй воли в Брисбене, показав четвёртый результат.
В 2002 году на домашнем старте в Гаване установил личный рекорд в беге на 200 метров на открытом стадионе — 21,58.
В 2003 году на Панамериканских играх в Санто-Доминго выиграл бронзовую медаль в эстафете 4×100 метров, уступив в финале только бразильской и тринидадской командам.
В 2005 году на домашних ALBA Games в Гаване стал бронзовым призёром в беге на 100 метров и одержал победу в эстафете 4×100 метров. Бежал 100 метров на центральноамериканском и карибском чемпионате в Нассау, дошёл до полуфинала.
Завершил спортивную карьеру по окончании сезона 2006 года.